# Tuzo Wilson

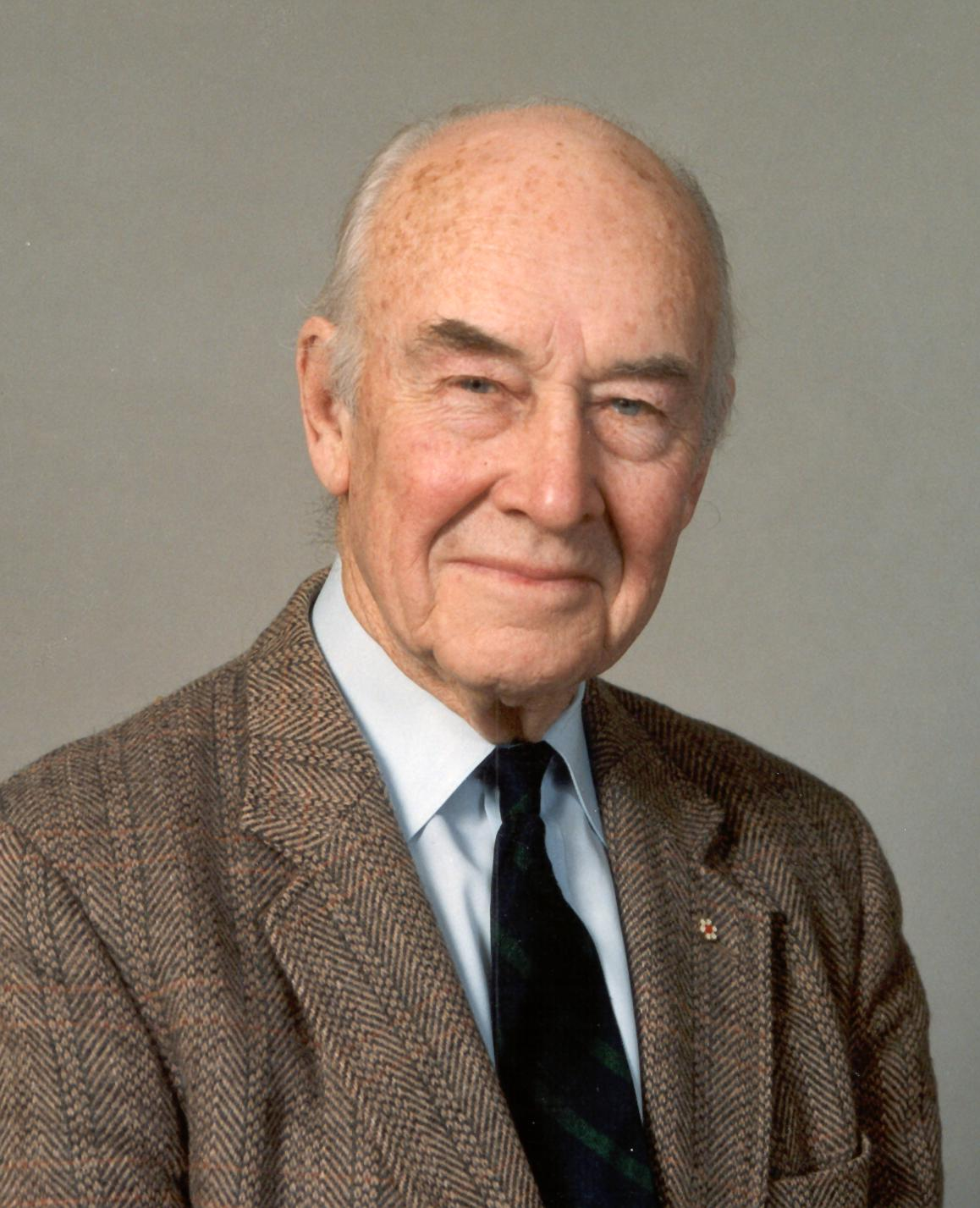
Tuzo Wilson

John Tuzo Wilson (Ottawa, 24 oktober 1908 - Toronto, 15 april 1993) was een Canadees geofysicus. Wilson is bekend vanwege zijn bijdragen aan de ontwikkeling van de theorie van platentektoniek, het idee dat de rigide buitenste laag van de Aarde, de lithosfeer, verdeeld is in platen die over de makkelijk vervormbare asthenosfeer bewegen. Met name ontdekte hij in dit verband de naar hem genoemde wilsoncyclus: een zich herhalende cyclus waarbij de continenten zich eerst samenvoegen tot een supercontinent, om later weer op te breken en van elkaar te bewegen. De fragmenten komen uiteindelijk weer bij elkaar om een nieuw supercontinent te vormen.

## Levensloop
Wilsons ouders waren Schotse emigranten naar Canada en woonden in Ottawa. Wilson was in 1930 de eerste student in Canada die afstudeerde in geofysica, hij studeerde aan het Trinity College van de Universiteit van Toronto. Hij studeerde verder aan het St John's College van de Universiteit van Cambridge. In 1936 promoveerde hij aan Princeton-universiteit. Daarna diende hij tijdens de Tweede Wereldoorlog in het Canadese leger, waar hij opklom tot kolonel.
Na de oorlog werd hij hoogleraar in de geofysica aan de University of Toronto, waar hij bleef werken tot zijn emeritaat in 1974. Ook na zijn emeritaat hield Wilson zich nog bezig met geofysisch onderzoek, onder andere aan York University, maar ook als directeur van het Ontario Science Centre.

## Werk
Tijdens zijn jaren in Toronto was Wilson vooral bezig de geologie van het Canadees Schild in kaart te brengen door middel van radiometrische dateringen van gesteenten.
Wilsons belangrijkste bijdrage aan de platentektoniek deed hij door bestudering van de geologie van de eilanden van Hawaï. Deze vulkanische eilanden liggen in een rechte lijn, van jong naar oud. Wilson bedacht dat dit komt door de beweging van een tektonische plaat over een hete plek in de mantel (een zogenaamde hotspot). De vulkanische eilanden ontstaan op de plaat en bewegen mee van de hotspot af. Ook bestudeerde hij de mid-oceanische ruggen waarbij hij de structuren die transformbreuken worden genoemd ontdekte.
Bij het grote publiek werd hij bekend door een populair wetenschappelijke serie, The Planet of Man.

## Erkenning
Wilson werd in 1969 officier in de Orde van Canada, in 1974 companion. In 1978 ontving hij de Wollaston Medal van de Geological Society. Hij was lid van de Royal Society of Canada en de Britse Royal Society.
De Canadian Geophysical Union noemde een wetenschapsprijs voor geofysici naar Wilson.